# Crilù in Bangkok/Morning in Tokyo
Crilù in Bangkok/Morning in Tokyo è un singolo di Heather Parisi, pubblicato nel 1985 con lo pseudonimo Angel Program e successivamente con l'acronimo H.P.
Il brano è una versione mash-up di Crilù, sigla del varietà Fantastico 5, con il brano di Murray Head One Night in Bangkok reinterpretato dalla Parisi. La versione pubblicata con l'acronimo "H.P." è incisa in una versione dalla durata di 3:56 minuti.
Il lato B del disco contiene Morning in Tokyo, una versione strumentale del mash-up.

## Tracce
Lato A
1. Crilù in Bangkok – 6:30 (Silvio Testi-Franco Miseria-Marco Colucci-Cashin-Murray Head)

Durata totale: 6:30
Lato B
1. Morning in Tokyo – 3:44 (Silvio Testi-Franco Miseria-Marco Colucci-Cashin)

Durata totale: 3:44